# 小珠舞花姜
小珠舞花姜（学名：Globba schomburgkii var. angustata）为姜科舞花姜属下的一个变种。